# Convento del Santo Ecce Homo (Colombia)
El convento del Santo Ecce Homo en Colombia es un convento dominico del siglo XVII situado en el municipio de Sutamarchán del departamento de Boyacá a 8 kilómetros de Villa de Leyva.
El lugar hace parte de los monumentos declarados patrimonios de la Nación (Ver Anexo:Monumentos Nacionales de Colombia) y fue finalista en el concurso emprendido por el periódico El Tiempo (Colombia) en 2007 para definir las siete maravillas de Colombia.

## Historia
El convento fue fundado el 15 de marzo de 1620, con base en la donación del señor Juan de Mayorga Casallas motivado por su hermana Catalina quien manifestó que en abril de 1600 el apóstol San Bartolomé le pidió en sueños que debía fundar un convento donde se encontraba una imagen de Jesucristo. El monasterio tomó el nombre del cuadro del Santo Ecce Homo que fue obtenido en saqueo de Roma (1527), y traído al Nuevo Reino de Granada por el soldado español Juan Mayorga Salázar padre del mecenas del convento.
El monasterio tuvo como objetivo proporcionar una casa de reposo para los miembros de edad más avanzada de la comunidad dominica en un lugar con clima benigno y a los menores costos. Inicialmente funcionó en las edificaciones que hacían parte de la donación pero cinco años más tarde la comunidad decidió construir unas edificaciones con un trazado definitivo acorde con el propósito del monasterio según diseño de los frailes Juan de Castro Rivadeneira y Esteban Santos aunque varios arquitectos y maestro intervinieron en la construcción que tomo 45 años entre 1650 y 1695. La construcción de la iglesia, el edificio más importante del conjunto arquitectónico, se inició en 1658 y se termina en 1661.
En 1816 durante las guerras de independencia de Colombia las tropas rebeldes al mando del general francés Manuel Roergas Serviez expulsan a los frailes y ocupan el convento. Semanas después el convento es tomado por las tropas realistas y cinco años más tarde una vez consolidada la independencia de España el gobierno del general Francisco de Paula Santander se apoderó del convento para anexarlo al recién creado "Colegio de Boyacá". Posteriormente el convento pasó a manos de particulares y luego fue recuperado por los Dominicos en 1868.
En 1816 hubo un intento de llevarse la imagen de Santo Ecce Homo, para Tunja. Los vecinos lo impiden. Pero en 1909 el cuadro es sustraído y llevado a Sutamarchán, donde permanece.
En 1910 se restaura la vida conventual y desde el 1959 el convento se destina para realizar retiros espirituales, convivencias y hospedaje, añadiéndole dependencias para dichos servicios y en 1966 se realiza la tercera restauración que incluye la construcción del pozo central de cuatro metros de profundidad que recuerda el encuentro de Jesús con la Samaritana.
En 1998 es declarado patrimonio arquitectónico en la lista de bienes culturales de Colombia mediante la Resolución 0789 del 31 de julio.

## Características

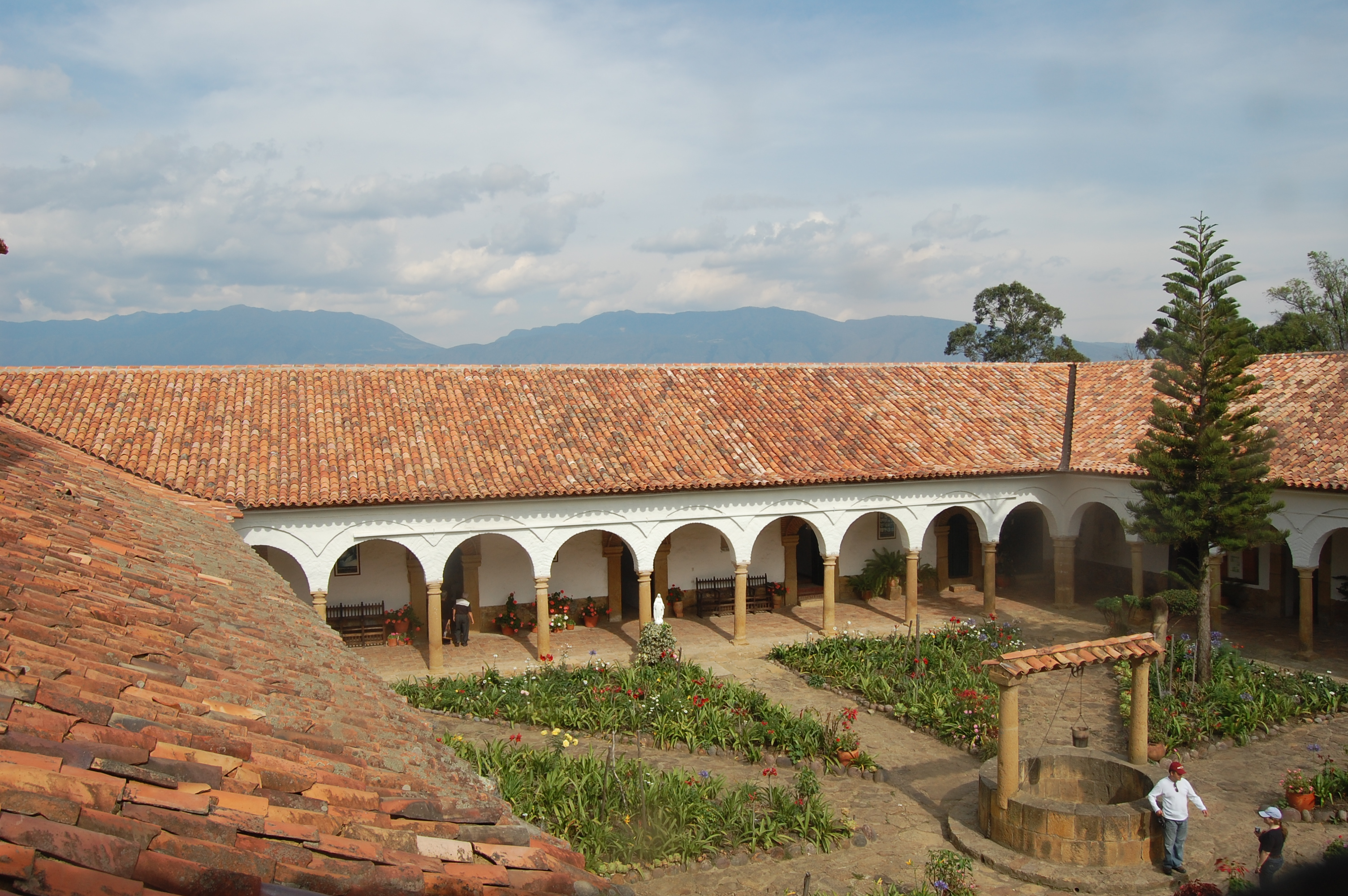
Vista del patio y claustro del monasterio del Santo Ecce Homo de Boyacá, Colombia

El monasterio construido en una ladera, siguiendo el patrón español común de la época! consta principalmente de un claustro, una iglesia y de un cementerio, edificios que flanquean el costado oriental de una plaza. La Iglesia y el cementerio, son considerados como un ejemplo del arte mudéjar en la Nueva Granada. El claustro formado por cuatro galerías que abarcan el cuadrilátero del patio tiene como elemento regulador el renacentista expresado mediante el orden toscano evidente en el tipo de las columnas de la arquería.
Al parecer la construcción de la fachada de la iglesia se hizo a principios del siglo XIX, influenciada por un sentido "anticlásico" y la restauración privó al templo de su fachada original principal, trabajada en yesería y ladrillo recubierto con cal, perdiéndose en ésta su revestimiento y lenguaje decorativo.